# كمال عقاب
كمال عقاب هو لاعب دولي سابق في كرة اليد مع المنتخب الجزائري من مواليد 11 أكتوبر 1959 بمدينة سطيف بالجزائر .

## المنتخبات والاندية التي دربها
- 1991الي1997 نادي مولودية الجزائر لكرة اليد
- 1991الي 1992 منتخب الجزائر لكرة اليد
- 1997الي 2006 نادي النجم الساحلي التونسي لكرة اليد
- 2006 الي 2009 منتخب الجزائر لكرة اليد
- 2009 الي 2010 نادي النجم الساحلي التونسي لكرة اليد
- 2010 الي 2011 نادي الكويت الكويتي لكرة اليد
- 2011 الي 2013 نادي الريان القطري لكرة اليد
- 2013 الي 2014 نادي الجيش القطري لكرة اليد
- 2014 الي 2017 نادي الشباب الاماراتي لكرة اليد [1]

## إنجازات اللاعب

### معمنتخب الجزائر لكرة اليد(من 1985 الي 1989)
- البطل بطولة أفريقيا لكرة اليد للرجال :  1985 ، 1987 ، 1989

### مع الاندية
نادي ناديت الجزائر لكرة اليد (من 1977 الي 1979)
- البطل البطولة الجزائرية لكرة اليد 1978
- البطل كاس الجزائر لكرة اليد 1979

نادي مولودية الجزائر لكرة اليد (من 1979 الي 1990)
- البطل البطولة الجزائرية لكرة اليد (6) : 1982، 1984، 1987، 1988، 1989، 1990
- البطل كاس الجزائر لكرة اليد (5) : 1982، 1983، 1987، 1989، 1990
- البطل دوري أبطال أفريقيا لكرة اليد : 1983
- البطل كأس إفريقيا للأندية الفائزة بالكؤوس لكرة اليد :1988
- البطل البطولة العربية للأندية البطلة لكرة اليد : 1989

## انجازات المدرب

### معمنتخب الجزائر لكرة اليد
- المشاركة في بطولة العالم لكرة اليد 2009
- فضية  دورة الألعاب الافريقية 2007
- فضية دورة الألعاب العربية 2008
- برونزية بطولة افريقيا لكرة اليد 1992
- برونزية بطولة افريقيا لكرة اليد 2008

### مع الاندية
نادي مولودية الجزائر لكرة اليد (من 1990 الي 1997)
- البطل البطولة الجزائرية لكرة اليد (6): 1990، 1991، 1993، 1994، 1995، 1997
- البطل كاس الجزائر لكرة اليد (7) : 1990، 1991، 1992، 1993، 1994، 1995، 1997
- البطل كأس إفريقيا للأندية الفائزة بالكؤوس لكرة اليد (6) : 1991، 1992، 1993، 1994، 1995، 1997
- البطل كأس السوبر الأفريقي لكرة اليد (4) : 1994، 1995، 1996، 1997
- البطل البطولة العربية للأندية البطلة لكرة اليد : 1991

نادي النجم الساحلي التونسي لكرة اليد (من 1997الي 2006 ) و(من 2009 الي 2010 )
- البطل البطولة التونسية لكرة اليد (4) : 1999، 2002، 2003، 2006
- البطل كأس تونس لكرة اليد (3) : 2000 ، 2009 ، 2010
- البطل الكأس العربية للأندية الفائزة بالكأس لكرة اليد : 2000 ، 2001
- البطل البطولة العربية للأندية البطلة لكرة اليد : 2001 ، 2004

نادي الريان القطري لكرة اليد (من 2011 الي 2013 )
- بطل الدوري القطري الممتاز لكرة اليد 2012
- بطل كأس سمو ولي العهد لكرة اليد 2012
- بطل بطولة أسيا للأندية لكرة اليد 2012
- بطل بطولة الأندية الخليجية أبطال الكأس لكرة اليد 2012

نادي الجيش القطري لكرة اليد (من 2013 الي 2014 ) 
- بطل الدوري القطري الممتاز لكرة اليد 2014
- بطل كاس امير قطر لكرة اليد 2014
- بطل بطولة أسيا للأندية لكرة اليد 2013
- المركز الثالث بطولة العالم للاندية لكرة اليد (سوبر غلوب) 2013

## الوصلات
1. ↑  "الجزائري عقاب مدرباً لليد الخضراء". البيان (بar-AR). 26 Jun 2014. Archived from the original on 2017-02-04. Retrieved 2017-02-03.{{استشهاد بخبر}}:  صيانة الاستشهاد: لغة غير مدعومة (link)
2. ↑  "الفجر - يومية جزائرية مستقلة - كمال عقاب مدربا للريان القطري لكرة اليد". www.al-fadjr.com. مؤرشف من الأصل في 2017-02-04. اطلع عليه بتاريخ 2017-02-03.
3. ↑  "العرب القطرية: الريان يقيم حفل وداع لمدرب اليد كمال عقاب". العرب القطرية. مؤرشف من الأصل في 2017-02-22. اطلع عليه بتاريخ 2017-02-03.
4. ↑  "الجيش يقيم حفل وداع للمدرب الجزائري كمال عقاب | نادي الجيش الرياضي". www.eljaish.com. مؤرشف من الأصل في 2017-02-22. اطلع عليه بتاريخ 2017-02-03.